# Ligne 81 du tramway de Bruxelles
Pour les articles homonymes, voir Ligne 81.
La ligne 81 du tramway de Bruxelles est une ligne de tramway mise en service le 1er mai 1914, qui relie Montgomery à Marius Renard. Avant le 30 juin 2008, elle reliait Heysel et le square Montgomery, elle fut ensuite modifiée vers son trajet actuel dans le cadre de la restructuration du réseau de la STIB.

## Histoire

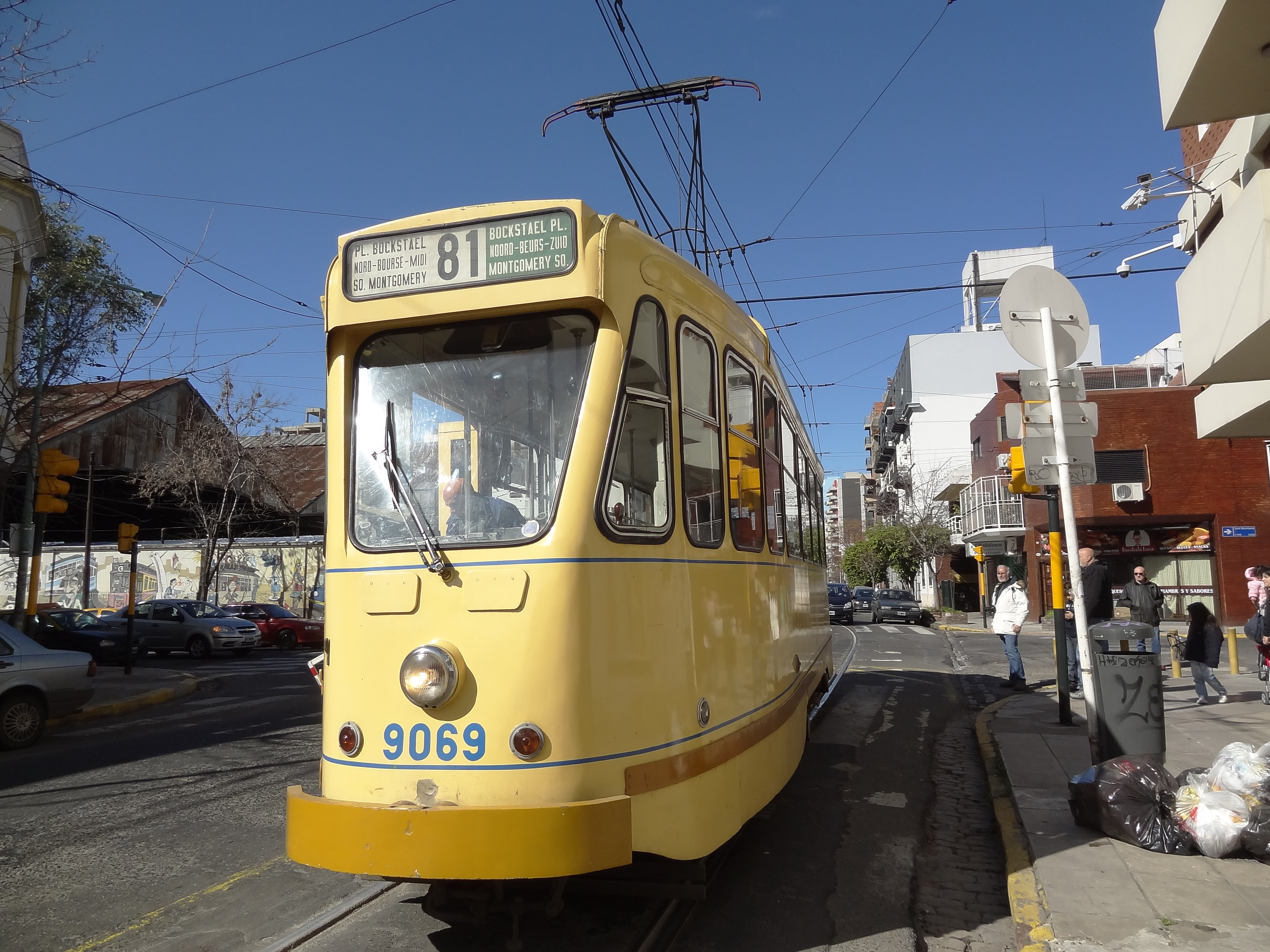
Le tram 9069, restauré en livrée STIB à Buenos Aires, arbore un le film directionnel des trams 81 avant 1968.

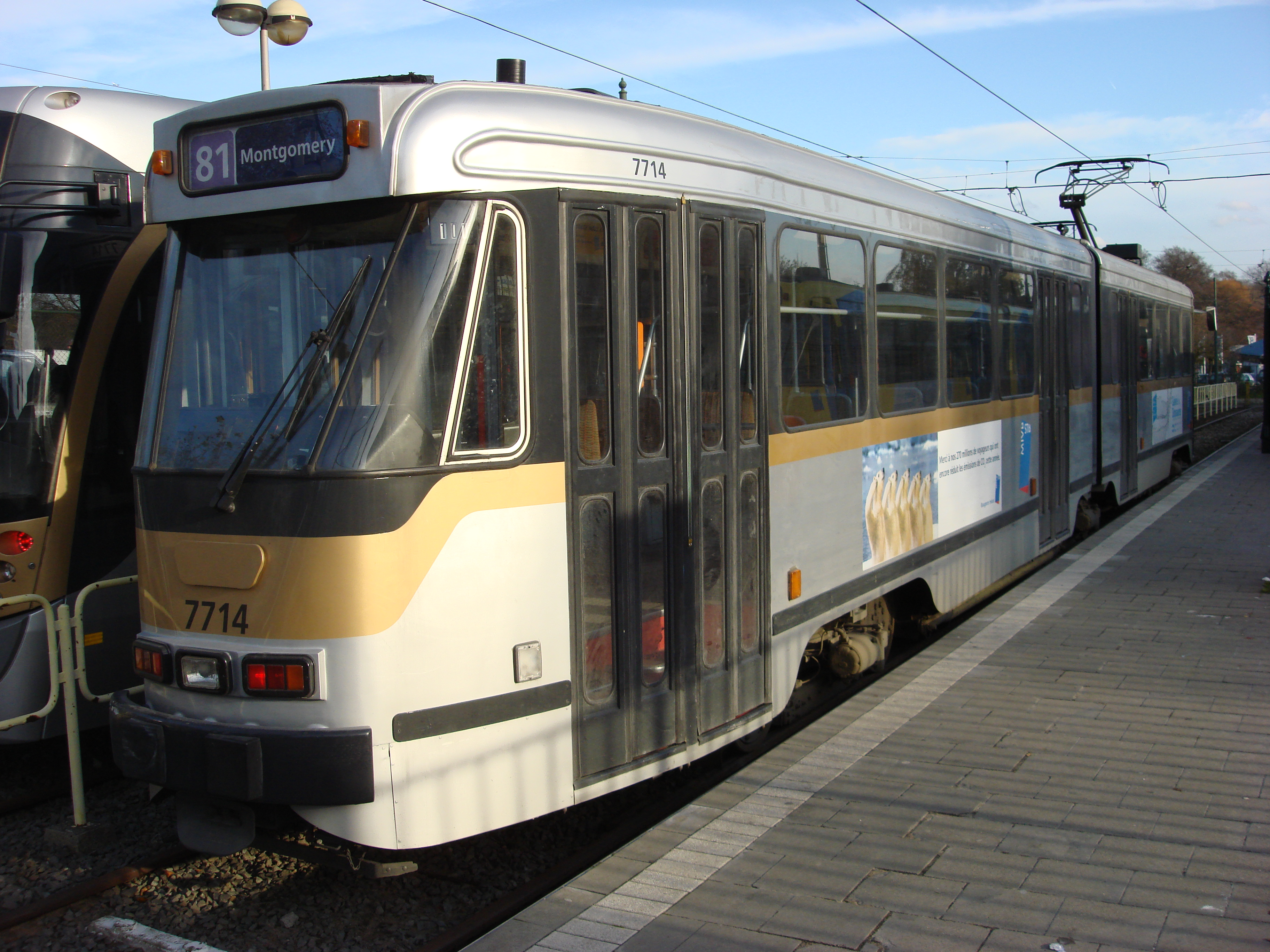
Le PCC 7714 au Heysel quand la ligne 81 était mauve et ralliait le Heysel à Montgomery par la route du canal.

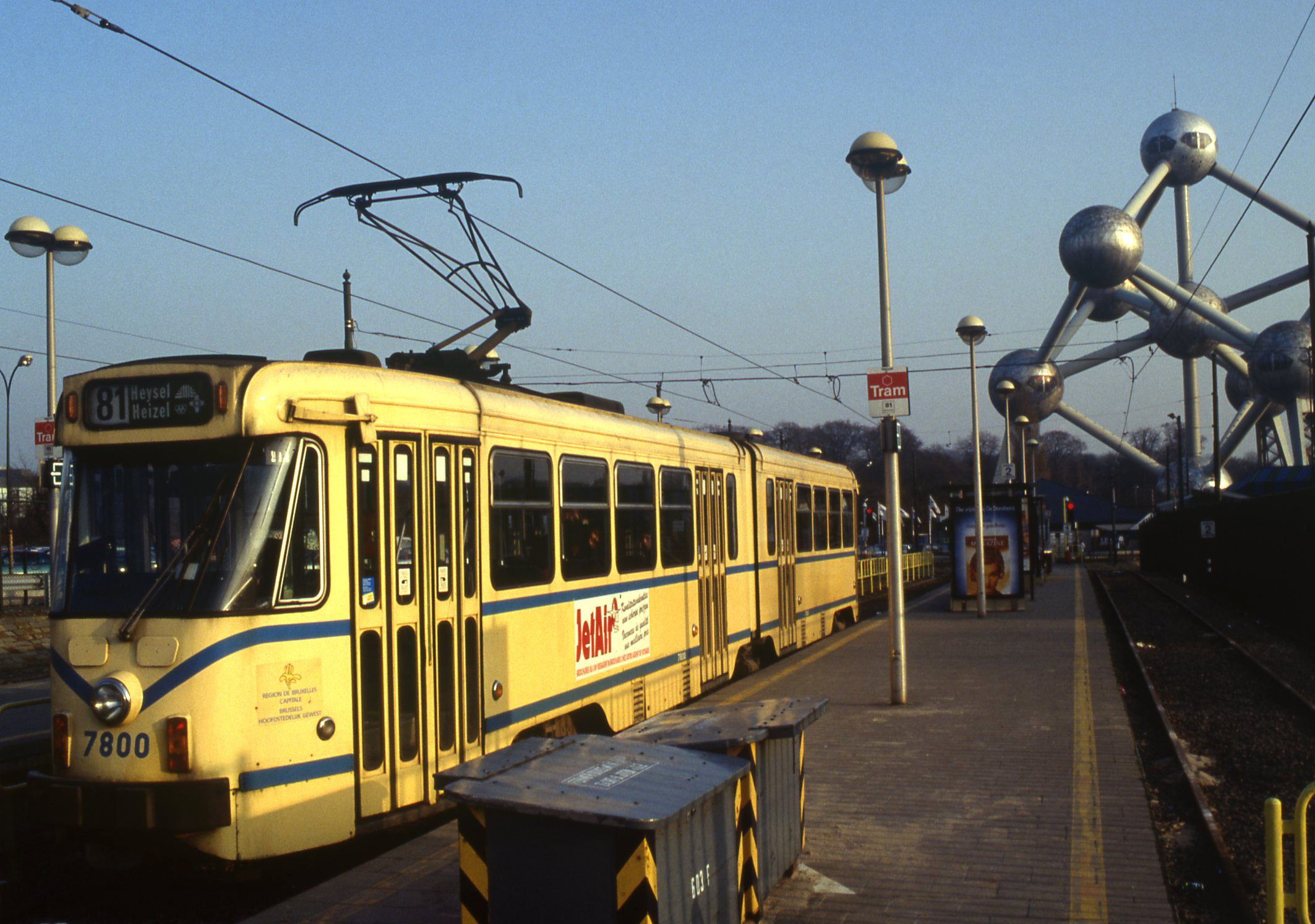
Terminus du Heizel en 1993

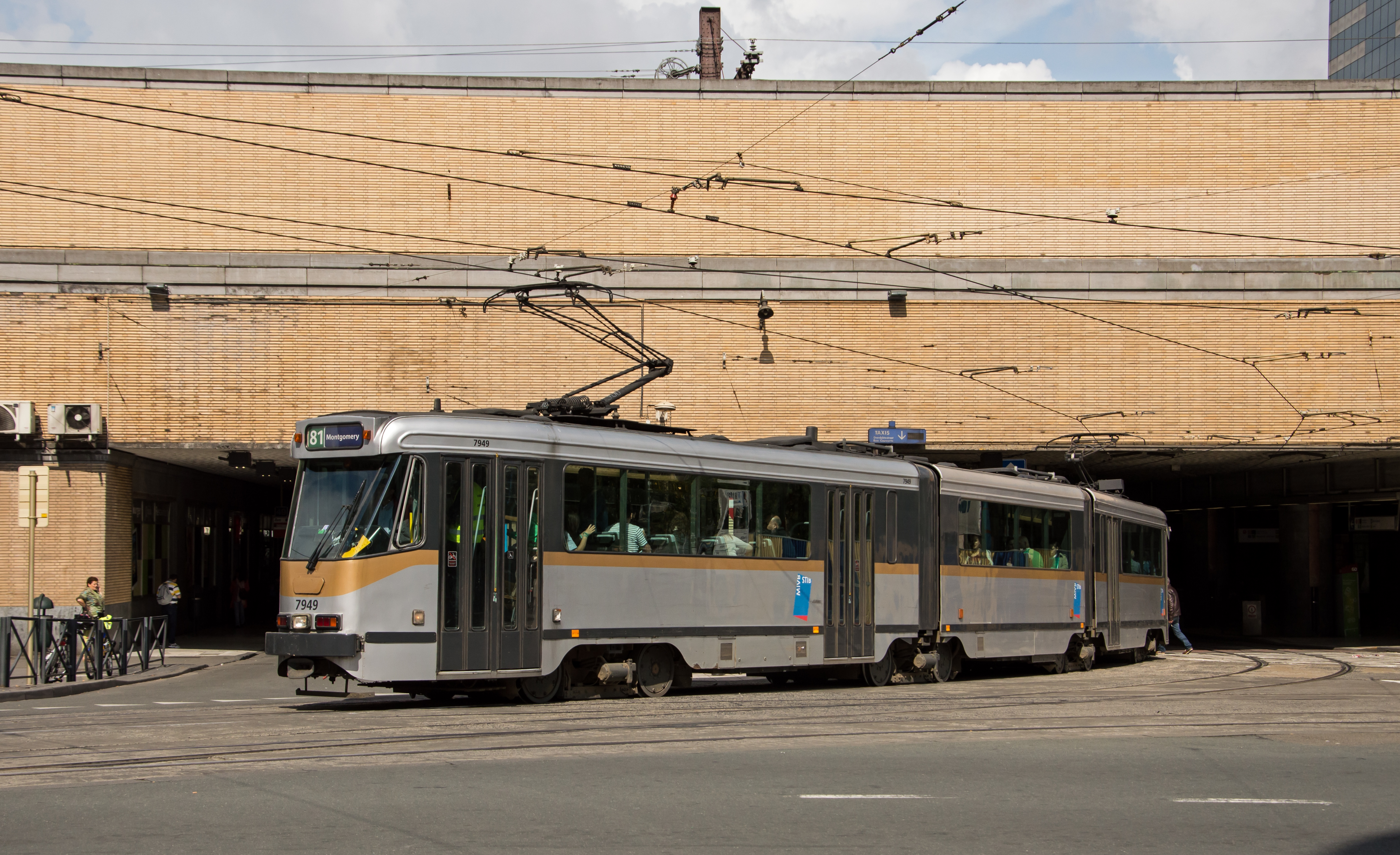
PCC 7949 sortant de l'avenue couverte sous la gare du Midi.

La ligne 81 du tram de Bruxelles a été créée le 1er mai 1914 en remplacement du tram 51 (Place Communale de Laeken - Place Sainte Croix) et reliait la place Communale de Laeken (place Bockstael) à la Porte de Tervueren.
Le 17 novembre 1953 , elle est prolongée de la Porte de Tervuren au square Montgomery et le 25 mai 1963, elle est prolongée de la place Bockstael au Centenaire (en remplacement du tram 18) et du square Montgomery au square de Meudon (en remplacement du tram 83).
Le 19 mars 1968, elle limitée à la place Bockstael lors de la cinquième phase de la grande restructuration de la STIB.
Depuis le 15 février 1975, son terminus à l'est redevient Montgomery.
En revanche, le 29 janvier 1979, elle est prolongée de Bockstael au square Prince Léopold, puis au Centenaire le 26 octobre 1982 et, le 10 octobre 1990, elle atteint la station de métro Heysel. Après le 26 juin 1993, son cours est dévié par le Cimetière de Jette.
Le 1er mai 2014 le Musée du transport urbain bruxellois célébra les 100 ans de la ligne en faisant circuler, durant l'après-midi, 4 trams historiques entre Montgomery et la gare du Midi.

### La restructuration du réseau
Dans le cadre de la restructuration du réseau de la STIB qui dura de mars 2006 à l’été 2008, soit un peu plus de 2 ans, la ligne 81 du tram de Bruxelles subira 2 modifications du tracé qui bouleverseront complètement son cours au nord de la gare du Midi :
- Le 2 juillet 2007, la ligne est déviée depuis la gare du Midi jusqu’au Cimetière de Jette, via l’itinéraire de la ligne 18 qui a été supprimée. Elle ne passe donc plus par le tunnel du prémétro sur l'axe Nord-Sud et troque sa traditionnelle couleur verte pour le mauve.
- Le 30 juin 2008, elle est déviée depuis la gare du Midi jusqu’à Marius Renard cette fois. Elle reprend cette fois l’itinéraire abandonné de l'ancienne ligne 56, désormais limitée à la gare du Nord avant de s'éteindre en 2009.

La ligne 81 ne dessert plus le nord de la ville. Ce tronçon Heysel - Gare du Midi est repris par la ligne 51.
La ligne 81 relie ainsi Montgomery à Marius Renard.[Quand ?]

## Tracé et stations

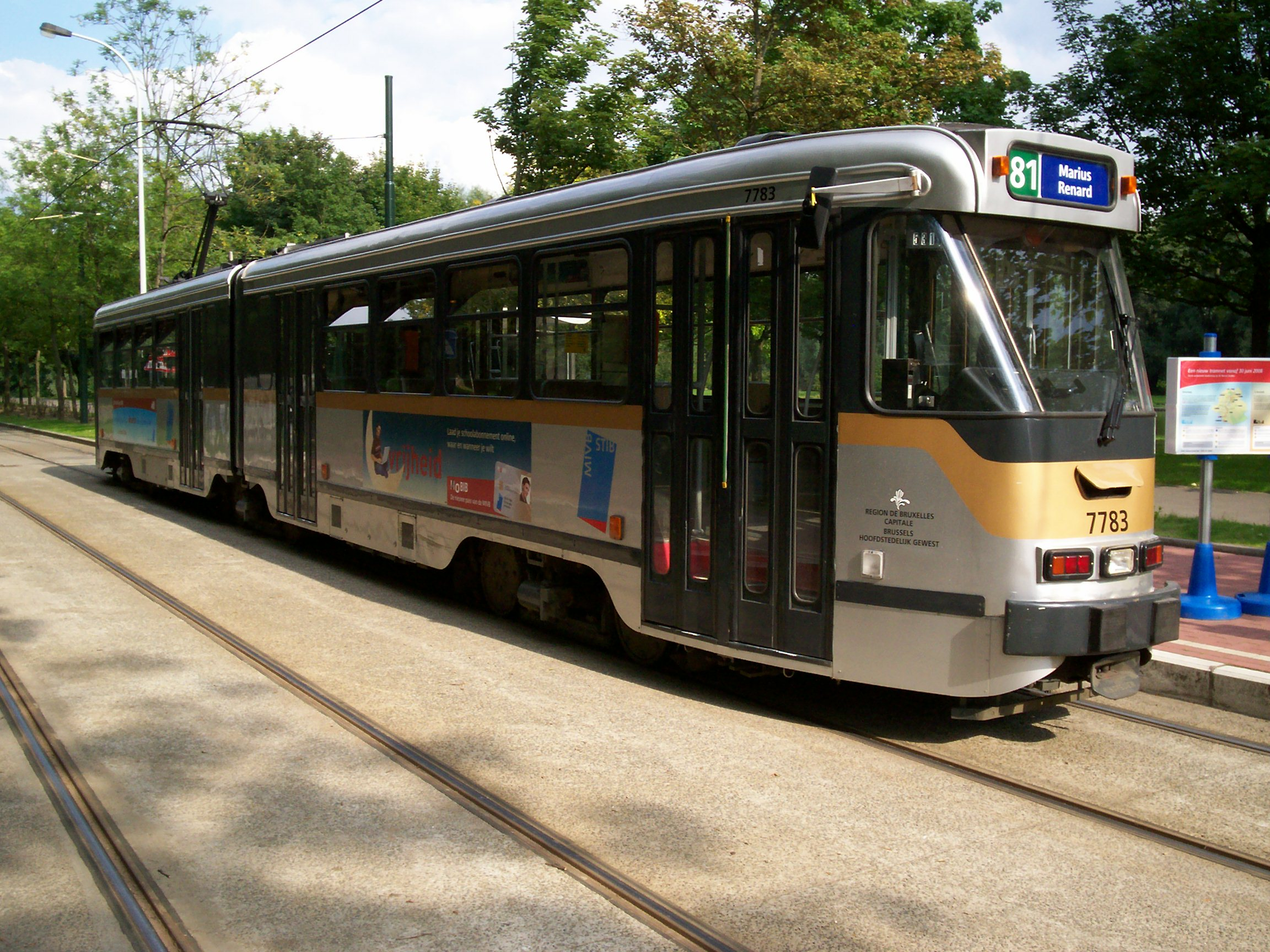
Le PCC 7783 stationné a Marius Renard.

La ligne 81 du tram de Bruxelles part du grand pôle multimodal de Montgomery. Les trams de la ligne prennent ensuite l'avenue de Tervuren qui les mènera à Merode, autre pôle multimodal du réseau, puis bifurquent vers le sud-ouest pour desservir grâce à l'avenue des Celtes, la place Saint-Pierre. Puis, ils continuent sur l'avenue de la Chasse et traversent la place des Acacias, puis arrivent au carrefour de la Chasse où une station du même nom se situe. Ils prennent après l'avenue Eudore Pirmez, passent par la place Saint-Antoine puis prennent l'avenue Victor Jacobs, la rue du Germoir offrant ainsi une correspondance avec la Gare de Germoir. Les trams arrivent ensuite la place Eugène Flagey puis empruntent la rue Lesbroussart, du Bailli et desservent Sainte-Trinité. Ils changent de direction pour aller sur la rue de l'Aqueduc, desservir la place Paul Janson puis la rue Moris. Les trams emprunteront ensuite les rues Antoine Bréart, de Lombardie, passeront par la place Maurice Van Meenen et continueront sur l'avenue de Jaer. Par la suite, ils continuent en desservant la barrière de Saint-Gilles, empruntent la rue Théodore Verhaegen, desservent la place de Bethléem. Ils remontent désormais vers le centre-ville en prenant l'avenue Fonsny et arrivent à la Gare du Midi, station extérieure sur une rue Couverte. Les 81 croisent désormais les 82 et les partiels Gare du Midi venant du nord de Gare du Nord, puis après s'être engouffrés dans le tunnel Constitution, ils ressortent au niveau de la place Bara qu'ils desservent, tout seuls, à nouveau. Les PCC 7700/7800 poursuivent sur la rue de Fiennes, desservent la place du Conseil, la rue Van Lint, le square Albert I et roulent ensuite sur la chaussée de Mons. Ils desservent une station permettant des correspondances avec beaucoup d'autres lignes de bus, Cureghem, avec au passage, le square Emile Vandervelde. Les PCC 7700/7800 roulent ensuite dans la rue Wayez, traversent la place de la Résistance, et effectue une correspondance avec le Métro 5 à Saint-Guidon. Ils empruntent pour finir l'avenue Paul Janson, desservent le rond-point du Meir, continuent vers le sud-ouest sur l'avenue du Roi Soldat et l'avenue Marius Renard avant d'arriver en dessous de l'échangeur du Ring R0 où se trouve le terminus Marius Renard.

### Les stations
|  |   |  | Stations             | Lat/Long                    | Type | Communes                        | Correspondances                                                                           |
|  | - |  | -------------------- | --------------------------- | ---- | ------------------------------- | ----------------------------------------------------------------------------------------- |
|  | ● |  | Montgomery           | 50° 50′ 15″ N, 4° 24′ 27″ E |      | Woluwe-Saint-Pierre / Etterbeek | (M) · (1) · (T) · (7) · (25) · (39) · (44) · (B) · (27) · (61) · (80) · (N06)             |
|  | ○ |  | Merode               | 50° 50′ 21″ N, 4° 23′ 56″ E |      | Etterbeek                       | (M) · (1) · (5) · (B) · (27) · (61) · (80) · (N06)                                        |
|  | ○ |  | Place Saint-Pierre   | 50° 50′ 14″ N, 4° 23′ 45″ E |      | Etterbeek                       |                                                                                           |
|  | ○ |  | Acacias              | 50° 50′ 03″ N, 4° 23′ 36″ E |      | Etterbeek                       |                                                                                           |
|  | ○ |  | La Chasse            | 50° 49′ 50″ N, 4° 23′ 22″ E |      | Etterbeek                       | (B) · (34) · (36)                                                                         |
|  | ○ |  | Église Saint-Antoine | 50° 49′ 48″ N, 4° 23′ 11″ E |      | Etterbeek                       |                                                                                           |
|  | ○ |  | Germoir              | 50° 49′ 48″ N, 4° 22′ 47″ E |      | Ixelles                         | (B) · (95) · (N08)                                                                        |
|  | ○ |  | Levure               | 50° 49′ 42″ N, 4° 22′ 34″ E |      | Ixelles                         | (B) · (59)                                                                                |
|  | ○ |  | Flagey               | 50° 49′ 39″ N, 4° 22′ 19″ E |      | Ixelles                         | (B) · (38) · (59) · (60) · (71) · (N09) · (N10)                                           |
|  | ○ |  | Dautzenberg          | 50° 49′ 40″ N, 4° 22′ 04″ E |      | Ixelles                         |                                                                                           |
|  | ○ |  | Bailli               | 50° 49′ 38″ N, 4° 21′ 50″ E |      | Bruxelles-ville                 | (T) · (8) · (93) · (B) · (54)                                                             |
|  | ○ |  | Trinité              | 50° 49′ 30″ N, 4° 21′ 29″ E |      | Ixelles / Saint-Gilles          | (B) · (54)                                                                                |
|  | ○ |  | Janson               | 50° 49′ 32″ N, 4° 21′ 17″ E |      | Saint-Gilles                    | (T) · (92) · (97) · (B) · (N11)                                                           |
|  | ○ |  | Moris                | 50° 49′ 27″ N, 4° 21′ 02″ E |      | Saint-Gilles                    | (T) · (97)                                                                                |
|  | ○ |  | Lombardie            | 50° 49′ 28″ N, 4° 20′ 49″ E |      | Saint-Gilles                    | (T) · (97)                                                                                |
|  | ○ |  | Barrière             | 50° 49′ 37″ N, 4° 20′ 40″ E |      | Saint-Gilles                    | (T) · (97) · (B) · (52) · (N12)                                                           |
|  | ○ |  | Guillaume Tell       | 50° 49′ 43″ N, 4° 20′ 27″ E |      | Saint-Gilles                    |                                                                                           |
|  | ○ |  | Bethléem             | 50° 49′ 48″ N, 4° 20′ 16″ E |      | Saint-Gilles                    |                                                                                           |
|  | ○ |  | Avenue du Roi        | 50° 49′ 53″ N, 4° 20′ 00″ E |      | Saint-Gilles                    | (T) · (82) · (B) · (48) · (49) · (50)                                                     |
|  | ○ |  | Suède                | 50° 50′ 03″ N, 4° 20′ 10″ E |      | Saint-Gilles                    | (T) · (82) · (B) · (48) · (49) · (50)                                                     |
|  | ○ |  | Gare du Midi         | 50° 50′ 12″ N, 4° 20′ 15″ E |      | Saint-Gilles                    | (M) · (2) · (6) · (T) · (4) · (10) · (51) · (82) · (B) · (48) · (49) · (50) · (73) · (78) |
|  | ○ |  | Bara                 | 50° 50′ 20″ N, 4° 20′ 14″ E |      | Saint-Gilles                    | (B) · (N13)                                                                               |
|  | ○ |  | Conseil              | 50° 50′ 21″ N, 4° 19′ 47″ E |      | Anderlecht                      | (B) · (N13)                                                                               |
|  | ○ |  | Albert I             | 50° 50′ 21″ N, 4° 19′ 23″ E |      | Anderlecht                      | (B) · (46) · (N13)                                                                        |
|  | ○ |  | Cureghem             | 50° 50′ 13″ N, 4° 19′ 06″ E |      | Anderlecht                      | (B) · (46) · (N13)                                                                        |
|  | ○ |  | Douvres              | 50° 50′ 10″ N, 4° 18′ 50″ E |      | Anderlecht                      | (B) · (46) · (N13)                                                                        |
|  | ○ |  | Résistance           | 50° 50′ 08″ N, 4° 18′ 41″ E |      | Anderlecht                      | (B) · (46) · (49) · (N13)                                                                 |
|  | ○ |  | Saint-Guidon         | 50° 50′ 05″ N, 4° 18′ 21″ E |      | Anderlecht                      | (M) · (5) · (B) · (46) · (49) · (N13)                                                     |
|  | ○ |  | Meir                 | 50° 49′ 58″ N, 4° 18′ 08″ E |      | Anderlecht                      | (B) · (46) · (49) · (N13)                                                                 |
|  | ○ |  | Ysaye                | 50° 49′ 50″ N, 4° 17′ 50″ E |      | Anderlecht                      | (B) · (75)                                                                                |
|  | ○ |  | Van Beethoven        | 50° 49′ 44″ N, 4° 17′ 34″ E |      | Anderlecht                      | (B) · (75)                                                                                |
|  | ○ |  | Frans Hals           | 50° 49′ 38″ N, 4° 17′ 19″ E |      | Anderlecht                      | (B) · (74)                                                                                |
|  | ○ |  | Parc Vivès           | 50° 49′ 34″ N, 4° 17′ 09″ E |      | Anderlecht                      |                                                                                           |
|  | ● |  | Marius Renard        | 50° 49′ 30″ N, 4° 16′ 54″ E |      | Anderlecht                      |                                                                                           |

## Exploitation de la ligne

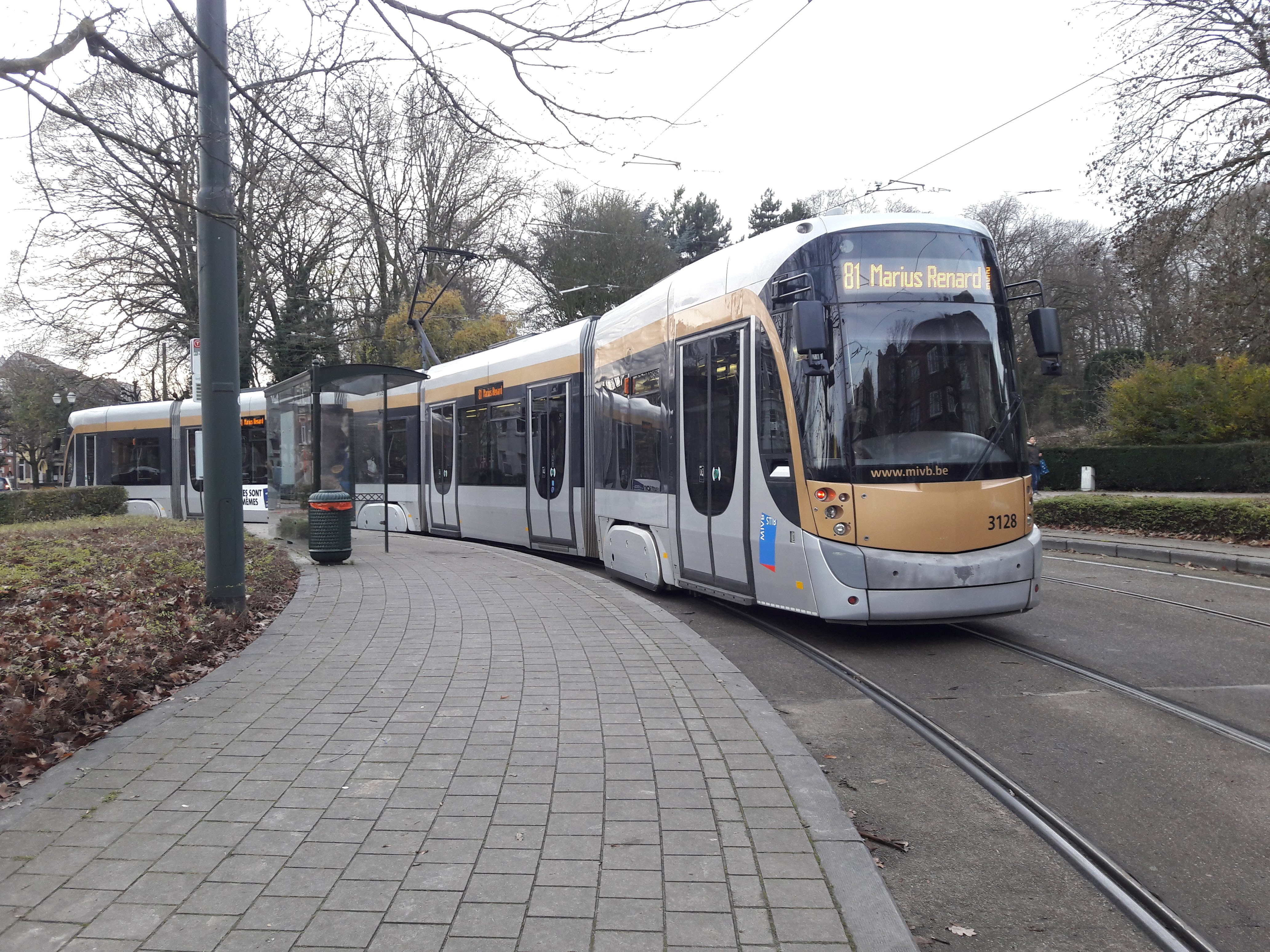
Le T3128 de la ligne 81 quittant l'arrêt Meir

La ligne 81 est exploitée par la STIB. Elle fonctionne, environ entre 4 h 45 et 0 h 59 , tous les jours, sur la totalité du parcours. Les tramways rallient Montgomery à Marius Renard en environ 60 minutes.

### Fréquence
Les temps de parcours sont donnés à titre indicatif à partir du site de la STIB.
- En journée :
  - Du lundi au vendredi : C'est un tram toutes les 6 minutes en heure de pointe et toutes les 8 minutes en heure creuse et toutes les 12-15 minutes en soirée.
    - Petites vacances scolaires : C'est un tram toutes les 8 minutes en heure de pointe et toutes les 10 minutes en heure de creuse et toutes les 12-15 minutes en soirée.
    - Grandes vacances : C'est un tram toutes les 8-10 minutes en heure de pointe et toutes les 12 minutes en heure creuse et toutes les 12-15 minutes en soirée.

  - Les samedis : C'est un tram toutes les 20 minutes, le matin et toutes les 10 minutes en journée et toutes les 12-15 minutes en soirée.
  - Les dimanches : C'est un tram toutes les 20 minutes le matin et toutes les 12 minutes l'après-midi puis toutes les 15 minutes en soirée.

### Matériel roulant

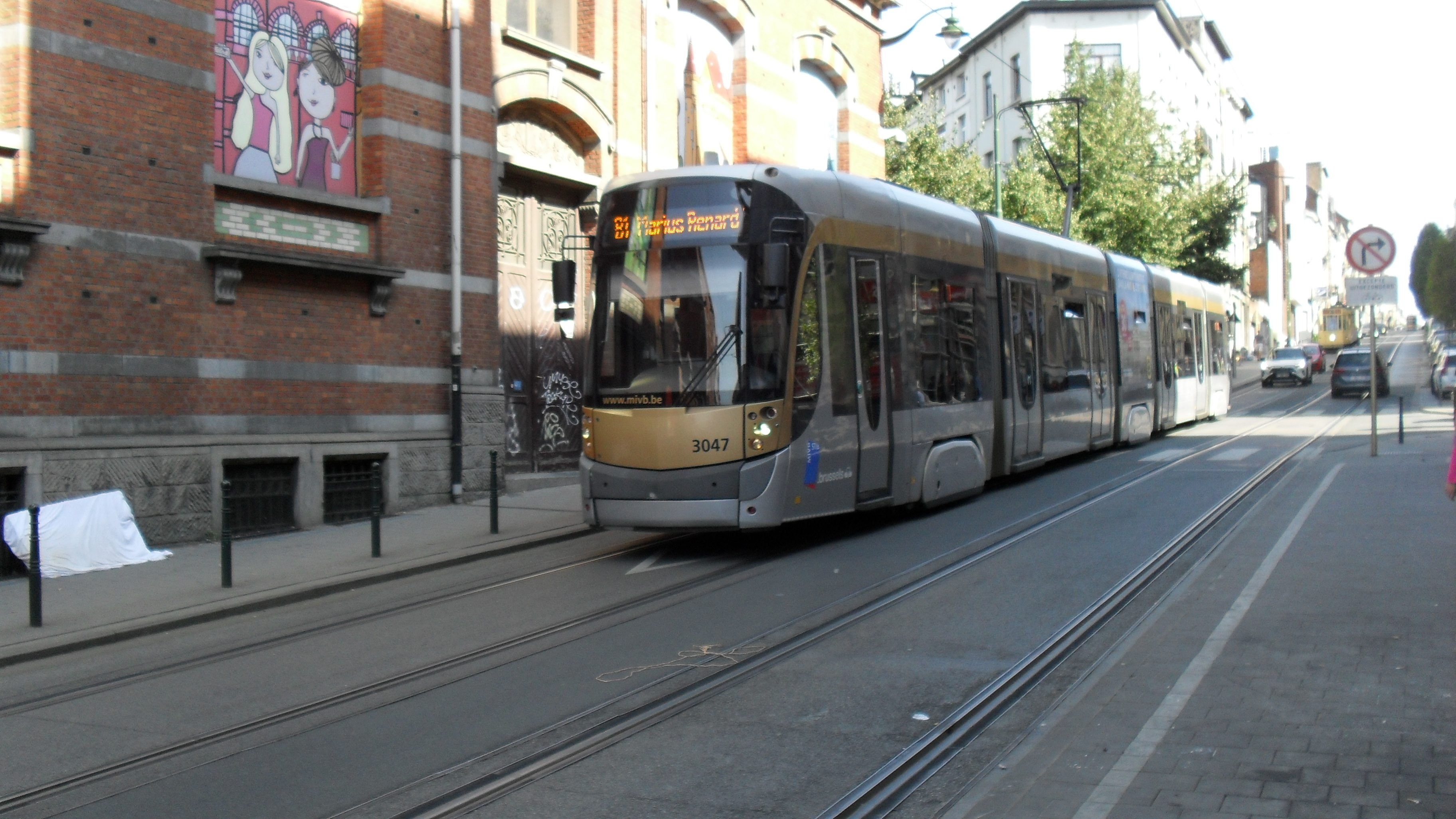
Le T3047 de la ligne 81 à Bethléem

La ligne 81 est équipée de deux matériels roulants : les PCC 7700/7800, premiers véhicules bidirectionnels du réseau entre Flagey et Montgomery, les PCC 7900, les plus longs véhicules du type PCC sur l’ensemble du parcours du lundi au vendredi et les T3000 sur l'ensemble du parcours, le week-end et les jours fériés. L'utilisation des T3000 a débuté le 25 novembre 2017, depuis le déplacement de l'arrêt Bailli.

### Tarification et financement
La tarification de la ligne est identique à celles des autres lignes (hors cas de la desserte de l'aéropport) exploitées par la STIB et dépend soit des titres Brupass et Brupass XL permettant l'accès aux réseaux STIB, TEC, De Lijn et SNCB soit des titres propres à la STIB valables uniquement sur ses lignes.
Le financement du fonctionnement de la ligne, entretien, matériel et charges de personnel, est assuré par la STIB.